# Discographie de Jacques Brel

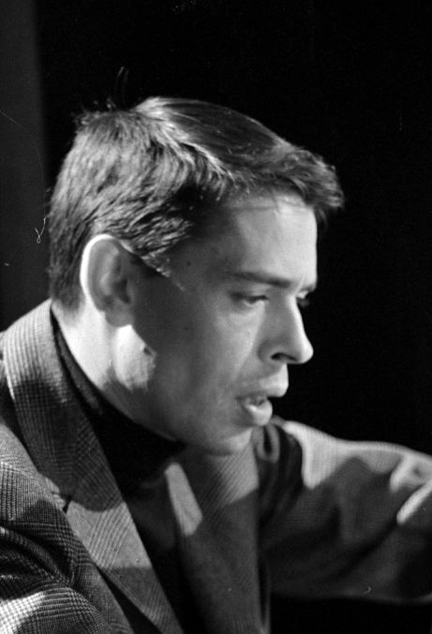
Jacques Brel en 1963

Cet article présente une discographie de Jacques Brel, classée par genre. 
Il n'est guère aisé d'établir une discographie exhaustive de cet auteur-compositeur-interprète, qui a été distribué dans plusieurs pays sous divers formats, avec des contenus parfois différents concernant les titres proposés, ainsi que des pochettes et références diverses. 
Le recensement ci-dessous concerne essentiellement les éditions françaises de Jacques Brel, qui consistent principalement en trois disques 78 tours et six 33 tours studio parus chez Philips de 1953 à 1962, onze 33 tours studio parus chez Barclay de 1962 à 1977, ainsi que cinq 33 tours live et vingt-cinq 45 tours.

## 78 tours
- 1953 : La foire - Il y a (Philips P 19055 H)[1]
Enregistré le 17 février 1953 et pressé à 250 exemplaires, ce disque aujourd'hui quasiment introuvable est d'une valeur inestimable.
- 1954 : C'est comme ça - Il peut pleuvoir (Philips N72.207H) [2]
Il s'agit du premier disque commercialisé de Jacques Brel.
- 1955 : S'il te faut - Les pieds dans le ruisseau (Philips N72.274H)
Enregistré les 11 et 17 mars 1955 avec un orchestre dirigé par Michel Legrand.

## 45 tours

### Philips
- 1954 : super 45 tours Philips 432.018 BE : Sur la place, Grand Jacques, Ça va (le diable), La Haine[23]
- 1955 : super 45 tours Philips 432.043 BE : Qu'avons-nous fait bonnes gens ?, Les Pieds dans le ruisseau, S'il te faut, Il peut pleuvoir, Il nous faut regarder, La Bastille[24]
- 1956 : super 45 tours Philips 432.126 BE : Quand on n'a que l'amour, Les Blés, Dites si c’était vrai, Saint-Pierre, Prière païenne[25]
- 1957 :

super 45 tours Philips 432.230 BE : L'Air de la bêtise, Pardons, Heureux, La Bourrée du célibataire
super 45 tours Philips 432.260 BE : La lumière jaillira, L'Homme dans la cité, Demain l'on se marie, Voici
- 1958 : super 45 tours Philips 432.326 BE : Voir, Je ne sais pas, L'Aventure, Au printemps[28]
- 1959 :

super 45 tours Philips 432.371 BE : La Valse à mille temps, La Tendresse, Ne me quitte pas, La Dame patronnesse
super 45 tours Philips 432.425 BE : Les Flamandes, Seul, Isabelle, La Colombe
- 1960 : super 45 tours Philips 432.517 BE : Ne me quitte pas, Dors ma mie, Seul, Litanies pour un retour[31]
- 1961 :

super 45 tours Philips 432.518 BE : Le Moribond, On n‘oublie rien, L'ivrogne
super 45 tours Philips 432.531 BE : Marieke, Clara, Le Prochain Amour, Les Prénoms de Paris
- 1962 : super 45 tours Philips 432.766 BE (enregistrement public à l'Olympia) : Les Bourgeois, Les Paumés du petit matin, Madeleine, Les Singes[34]

### Barclay
- 1962 :

super 45 tours Barclay 70 452 M : Madeleine, Zangra, Les paumés du petit matin, Rosa
super 45 tours Barclay 70 453 : Les Bourgeois, Bruxelles, La statue, Une ile
super 45 tours Barclay 70 475 : Le Plat Pays, Casse-Pompons, Les biches
- 1963 :

super 45 tours Barclay 70 491 M : Les bigotes, Quand Maman reviendra, Les filles et les chiens, La parlote
super 45 tours Barclay 70 556 M : Les Toros, Les fenêtres, La Fanette, Les Vieux
- 1964 :

super 45 tours Barclay 70 635 : Mathilde, Tango funèbre, Titine, Les bergers
super 45 tours Barclay 70 636 M : Jef, Les Bonbons, Au suivant, Le dernier repas
super 45 tours Barclay (enregistrement public à l'Olympia) : Amsterdam, Les timides, Les jardins du casino
- 1965 :

super 45 tours Barclay 70 900 M : Ces gens-là, Jacky, L'âge idiot
super 45 tours Barclay 70 901 M : Fernand, Grand-Mère, Les désespérés
- 1967 :

super 45 tours Barclay 71 117 : Mon enfance, Le gaz, Mon père disait
super 45 tours Barclay 71 118 M : La Chanson des vieux amants, Les bonbons 67, Fils de..., Les cœurs tendres
- 1969 :

super 45 tours Barclay 71 326 M : Vesoul, Un enfant, La bière, Je suis un soir d’été
45 tours Barclay 60980 : J'arrive, La bière
45 tours Barclay 61.058 : La Quête, L'homme de la Mancha
- 1972 :

45 tours Barclay 61.676 : Ne me quitte pas, Les biches (nouveaux enregistrements 1972)
- 1977 : 45 tours Barclay 62.341 : Vieillir, La ville s'endormait[51]
- 1978 : 45 tours Barclay 62.505 : Orly, Le lion[52]

## Divers

### Sorties posthumes
- 1993 : Knokke (concert du 23 juillet 1963 à Knokke-le-Zoute et interview de 42 minutes, dans la même ville, en 1971)
- 1998 : En scènes (18 extraits de concerts en Allemagne, Pays-Bas et Suisse, entre mars 1960 et décembre 1966)
- 2016 : Olympia 1964 - 1966  (deux concerts regroupés en un double-CD, parus dans une collection spécial Olympia)

### Projets spéciaux, participations [...]
1958 : 
- Super 45 tours Simone Langlois chante Jacques Brel : Il nous faut en regarder - Sur la place (en duo avec Jacques Brel) - Heureux - Je ne sais pas[53]
Le duo est également présent sur un 33 tours de Simone Langlois[54].
- Super 45 tours Jacques Brel un soir à Bethléem : Je prendrai (poème) - La nativité selon Saint-Luc (musique et narration Jacques Brel[55]).

1963 : Jacques Brel chante la Belgique : Le Plat Pays - Bruxelles - Il neige sur Liege - Jean de Bruges (poème symphonique) (1 La baleine, 2 La sirène, 3 L'ouragan))
 Le disque est offert aux maires d'un congrès mondial en 1963,.
1966 : Super 45 tours Nos amis les mineurs (narration Jacques Brel) 
1968 : L'Homme de la Mancha
33 tours de la comédie musicale du même titre.
1970 : L'Histoire de Babar - Pierre et le loup
Brel est le narrateur de ce disque enregistré le 12 novembre 1969 avec l'orchestre des Concert Lamoureux sous la direction de Jean Laforge.
 L'histoire de Babar est accompagné d'une musique composée par Francis Poulenc, sur un texte de Jean de Brunhoff.
 Pierre et le loup d'après l'œuvre musicale de Sergueï Prokofiev.

### Enregistrements en néerlandais
- 1961 : De apen (Les Singes) - Marieke - Men vergeet niets (On n'oublie rien) - Laat me niet alleen (Ne me quitte pas)
Brel, lui-même, traduit Marieke. Ne me quitte pas est traduit par Ernst van Altena. Brel était à ce point satisfait du travail de ce dernier qu'il le désigna comme son traducteur en néerlandais attitré.
- 1965 : De burgerij (Les Bourgeois) - Rosa - Mijn vlakke land (Le Plat Pays) - De nuttelozen van de nacht (Les Paumés du petit matin)

### Bandes originales de films
1963 : Pourquoi faut-il que les hommes s'ennuient ?
 Brel  enregistre cette chanson au cours de l'été 1963 pour la bande originale du film Un roi sans divertissement.
 Titre publié sur le CD Jacques Brel & François Rauber Chansons et Musiques de Films (2013).
1968  : 45 tours Les anarchistes la bande à Bonnot 3 titres - musiques Jacques Brel et François Rauber / BOF du film La Bande à Bonnot.
1969 : 45 tours Tintin et le temple du soleil - chansons de Jacques Brel, musique de François Rauber. BOF du film Tintin et le Temple du Soleil.
1971 : 45 tours Franz - musique Jacques Brel et François Rauber. BOF du film Franz de Jacques Brel.
1973 :
- 45 tours L'Enfance - J'arrive. La chanson L'Enfance est enregistré le 24 mai 1973, pour la bande sonore du film Le Far West[63].
- 45 tours BOF du film L'Emmerdeur[64].

## Compilations et intégrales

### Compilations
- 1966 : 33 tours 30cm Barclay BB 97 M Jacques Brel chante en multiphonie[65].

- 2003 : double CD Infiniment (comprend cinq inédits issus des enregistrements de 1977)

### Intégrales
Nota : Aucune des trois intégrales CD (1988 ; 2003 ; 2013) n'est tout à fait complète, d'abord parce que certaines versions ou certains titres inédits, en studio ou en concert, figurent sur un des coffrets, mais pas dans les deux autres, et ensuite parce qu'il reste un duo de 1958 avec Simone Langlois, quelques rares versions chantées, textes récités et instrumentaux qu'il a composés, toujours absents de ces trois intégrales.
- 1988 : Intégrale Jacques Brel - Grand Jacques

Coffret de 10 CD comportant quasi tous les enregistrements en 33 tours et deux 33 tours enregistrés en public. Quatre titres sont en néerlandais.
1. Grand Jacques
2. La valse à mille temps
3. Les Flamandes
4. Le plat pays
5. Jef
6. J'arrive
7. Les marquises
8. En public Olympia 1961
9. En public Olympia 1964
10. Ne me quitte pas

- 2003 : Boîte à Bonbons - Jacques Brel 25ème Anniversaire L'intégrale

Coffret de 16 CD mettant l'accent sur les différentes versions :
1. Chansons ou versions inédites de jeunesse
2. Grand Jacques
3. Quand on n'a que l'amour
4. Au printemps
5. La valse à mille temps
6. Marieke
7. Enregistrement public à l'Olympia 1961
8. Les bourgeois
9. Les bonbons
10. Enregistrement public à l'Olympia 1964
11. Ces gens-là
12. Jacques Brel '67
13. J'arrive
14. L'homme de la Mancha
15. Ne me quitte pas
16. Les marquises

- 2010 : Intégrale des albums originaux (Coffret de 13 CD remasterisé en haute définition).

- 2013 : Suivre l'étoile

Coffret de 21 CD, compilant la totalité des enregistrements studio et live (soit plus de 310 titres). Mastering HD réalisé à partir des bandes originales de production :
13 CD: Albums originaux de 1955 à 1977
1. Jacques Brel et ses chansons
2. Quand on n’a que l’amour
3. Au printemps
4. La valse à mille temps
5. Marieke
6. Les bourgeois
7. Les bonbons
8. Ces gens-là
9. Brel 67
10. J’arrive
11. L’homme de La Mancha
12. Jacques Brel – Ne me quitte pas - nouveaux enregistrements de 1972
13. Les Marquises

7 CD: Albums live dont 3 concerts inédits
1. Brel aux Trois Baudets 1957 – Inédit –  Jacques Brel guitare & voix / François Rauber piano
2. Les adieux à l’Olympia 1966 – Inédit – enregistrement différent de celui du DVD
3. Roubaix 1967 – Inédit – le dernier concert de Jacques Brel
4. Olympia 61
5. Jacques Brel à Knokke
6. Olympia 64
7. Brel en scènes enregistrements inédits (CD sorti en 1988)

1 CD: Les enregistrements radio de 1953
16 versions alternatives
- Quand on n'a que l'amour (1956)
- L’air de la bêtise (1957)
- Je ne sais pas (2 versions - 1958)
- Litanies pour un retour (1958)
- La dame patronnesse (1959)
- Marieke (1961)
- Vivre debout (1961)
- Les singes (1961)
- Ces gens-là (1966)
- La…la…la… (1967)
- Regarde bien, petit (1968)
- La quête (1968)
- Ne me quitte pas (guitares classiques - 1972)
- Ne me quitte pas (version tam-tam - 1972)
- Ne me quitte pas (version tabla - 1972)

3 titres inédits en CD
- La toison d’or
- Place de la Contrescarpe (INA)
- Le docteur

## DVD
- 2003 : Comme quand on était beau (coffret de trois DVD réunissant des enregistrements d'archives de l'ensemble de la carrière de Brel).
- 2004 : Les adieux à l'Olympia

## Source
- (nl) Cet article est partiellement ou en totalité issu de l’article de Wikipédia en néerlandais intitulé « Discografie van Jacques Brel » (voir la liste des auteurs).